# 작전계획
작전계획 또는 군사 작전 계획, 전쟁 계획(war plan)은 군대, 군사 조직 및 부대가 작전을 수행하기 위한 공식적인 계획으로, 전투 작전 과정 내에서 지휘관이 목표를 달성하기 전이나 도중에 작성하는 것이다. 작전계획은 일반적으로 관련 군대의 군사 교리에 따라 작성된다. 이 계획은 고위 군 참모에게 귀중한 활동이기 때문에 평시 국가에서는 일반적으로 가능성이 거의 없는 가상 시나리오에 대해서도 다양한 세부 계획을 수립한다.
플랜 XVII와 슐리펜 계획은 제1차 세계 대전 작전계획의 예이다. 미국은 20세기 초에 유명한 색상으로 구분된 일련의 전쟁 계획을 개발했다. 미국 색부호 전쟁 계획 문서를 참고할 것.
작전계획에는 종종 암호명이 있다.

## 같이 보기
- 미국 색부호 전쟁 계획